# أبو جعفر الوراق
أبو جعفر الورَّاق أحمد بن مُحمَّد بن أيُّوب (توفي 228هـ / 843م) هو ورَّاق (ناسخ كتب) في العصر العبَّاسي، عُرف بارتباطه بالفضل بن يحيى البرمكي وروايته لكتاب مغازي ابن إسحاق عن إبراهيم بن سعد. أثارت روايته لهذه المغازي جدلًا واسعًا بين كبار نقاد الحديث في عصره مثل يحيى بن معين وأحمد بن حنبل.

## عمله
عمل أحمد بن أيوب المعروف بأبي جعفر الورَّاق، ورَّاقًا للفضل بن يحيى البرمكي، وذكر يعقوب بن شيبة أنه لم يكن من أصحاب الحديث المعروفين بالطلب والرحلة، بل كان عمله الأساسي هو الوراقة والنسخ. اشتهر بروايته لكتاب مغازي محمد بن إسحاق عن إبراهيم بن سعد. وذكر ابن أيوب أنه نسخ هذا الكتاب لأحد البرامكة (غالبًا الفضل بن يحيى)، وأن إبراهيم بن سعد أمره بتصحيح النسخة عليه، فزعم ابن أيوب أن إبراهيم قرأها عليه وصححها. كما ذكر أيضًا أنه سمع المغازي من إبراهيم بن سعد برفقة الفضل بن يحيى البرمكي نفسه.

## الجرح والتعديل
كانت رواية أبو جعفر الورَّاق للمغازي محل جدل كبير ونقد شديد من بعض كبار علماء الحديث، بينما دافع عنه آخرون:
- يحيى بن معين: أنكر بشدة سماع ابن أيوب للمغازي من إبراهيم بن سعد برفقة الفضل البرمكي، بل وقال عنه: «كَذَّاب ما سمع هذه الكتب قط». ونقل عن يعقوب بن إبراهيم بن سعد (ابن صاحب المغازي) أن أباه إبراهيم بن سعد كتب نسخة من المغازي لـيحيى البرمكي (والد الفضل) لكنه لم يقرأها عليه ولم يسمعها منه لا يحيى ولا الفضل، وأن إبراهيم لم يقرأ الكتاب إلا على أولاده. وقال ابن معين ساخرًا من ادعاء ابن أيوب: «إن كان صاحب المغازي سمعها من إبراهيم فقد سمعتها أنا من ابن إسحاق!»
- يعقوب بن شيبة: نقل عن جده (لعله يعقوب بن إبراهيم بن سعد) أن ابن أيوب لم يكن من أهل الحديث، وكرر ادعاءات ابن أيوب حول نسخ الكتاب وتصحيحه وسماعه مع الفضل.
- علي بن المديني وأحمد بن حنبل (في البداية): لم يعرفاه عندما سُئلا عنه، وقالا يُسأل عنه فإن كان لا بأس به حُمل عنه.
- إسحاق بن أبي إسرائيل: أراد أن يسمع المغازي منه، فسأله كيف أخذها (سماعًا أم عرضًا؟)، فأجاب ابن أيوب: «سمعتها»، وحلف له على ذلك. فسمعها منه إسحاق بناءً على يمينه، لكنه قال لاحقًا: «ثم رأيت أشياء اطلعت منه فيه على أشياء فيما ادعى فتركتها، فلست أحدث عنه شيئاً»، مما يدل على تراجعه عن الثقة بروايته.
- إبراهيم الحربي: دافع عنه بقوة وقال فيه: «كان وراق الفضل بن الربيع، ثقة، لو قيل له اكذب ما أحسن أن يكذب». (لاحظ أن الحربي نسبه للفضل بن الربيع وليس الفضل البرمكي، وهو خلاف ما ورد في روايات أخرى).[4]
- أحمد بن حنبل (رأي لاحق): لما سُئل عن ابن أيوب وكامل بن طلحة، قال (كما نقل ابنه عبد الله): «ما أعلم أحدا يدفعهما بحجة». وهذا يشير إلى عدم وجود دليل قاطع لديه على كذبه أو ضعف روايته في نهاية الأمر.
- الخطيب البغدادي: علق على رواية يعقوب بن إبراهيم بأن أباه لم يقرأ الكتاب إلا على أولاده، قائلًا باحتمالية أن يكون إبراهيم قرأها قديمًا لأولاده، ثم قرأها لاحقًا أو صححها لابن أيوب. كما أشار إلى أنه غير ممتنع أن يكون ابن أيوب سمع الكتاب أو صححه ولم يتيسر ليحيى البرمكي سماعه.

## شيوخه وتلاميذه
- شيوخه: إبراهيم بن سعد (في المغازي)، أبو بكر بن عياش.[1]
- تلاميذه: روى عنه عبد الله بن أحمد بن حنبل، حنبل بن إسحاق، أبو بكر بن أبي خيثمة، يعقوب بن شيبة، ابن أبي الدنيا، محمد بن يحيى المروزي، وغيرهم.[1]

## وفاته
توفي أحمد بن محمد بن أيوب في بغداد في أواخر شهر ذو الحجة (يوم الاثنين أو الثلاثاء لخمس أو لأربع ليال بقين من الشهر) سنة 228هـ / أواخر سبتمبر 843م.

### فهرس المنشورات
1. 1 2 3 4  البغدادي (2001)، ج. 6، ص. 62.
2. ↑  البغدادي (2001)، ج. 6، ص. 63.
3. ↑  البغدادي (2001)، ج. 6، ص. 61-64.
4. ↑  البغدادي (2001)، ج. 6، ص. 64.
5. ↑  البغدادي (2001)، ج. 6، ص. 65.

### معلومات المنشورات كاملة
الكتب مرتبة حسب تاريخ النشر
- الخطيب البغدادي (2001)، تاريخ بغداد، تحقيق: بشار عواد معروف (ط. 1)، بيروت: دار الغرب الإسلامي، OCLC:49659164، QID:Q114815356